# Aluminotermia

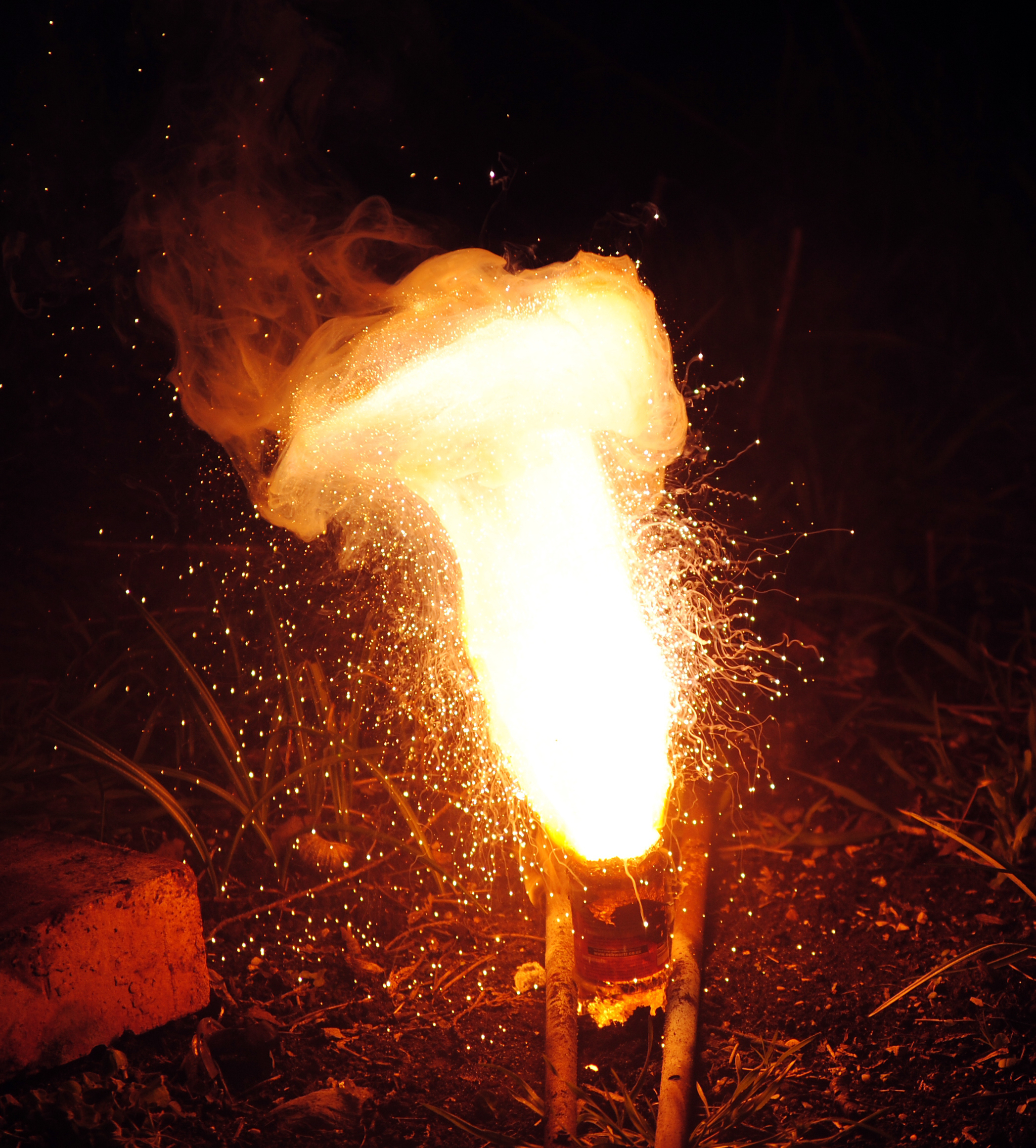
Aluminotermikus eljárás, mely során alumínium és vas(III)-oxidot reagáltatnak

Aluminotermia alatt azt az exoterm kémiai reakciót értjük, amelyben az alumínium magas hőmérsékleten redukáló anyagként vesz részt. Ipari szempontból a vas különböző ötvözeteinek előállításában játszik fontos szerepet. Legjellemzőbb példa a termit reakció, mely az alumínium és a vasoxidok között játszódik le:
Fe2O3  +  2 Al   →   2 Fe  +  Al2O3
A reakció azonban nem releváns a vas gyártása szempontjából, mivel arra általában a szenes redukciót használják. Ellenben nagyon fontos más fémötvözetek előállítása szempontjából.

## Története
Nyikolaj Beketov orosz vegyész a harkovi egyetemen elvégzett több kísérletéből arra következtetett, hogy magas hőmérsékleten, alumíniummal végzett reakció által a fémek saját oxidjaikból visszanyerhetőek. Ezzel vette kezdetét az aluminotermikus eljárás, melyet kezdetekben a vas szénmentes redukciójára használták. A reakció exoterm folyamat, azonban a szükséges aktiválási energia is nagy, mivel először az atomok közti kötéseknek kell felszakadniuk.
Kezdetben az alumíniumot és a vasoxidot kemencékben elhelyezett olvasztótégelyekben reagáltatták, azonban ezzel az eljárással csak kis mennyiségű vasat tudtak előállítani. 1893–1898 között Hans Goldschmidt tökéletesítette az eljárást azáltal, hogy a finom porként jelenlevő alumíniumot és vasoxidot egy kezdeti reakcióval gyújtotta be, így a külső melegítés már nem volt szükséges ahhoz, hogy a reakció folyamata beinduljon. Az eljárást végül 1898-ban szabadalmaztatta, az ezt követő években pedig főleg sínhegesztésre használták.

## Alkalmazása

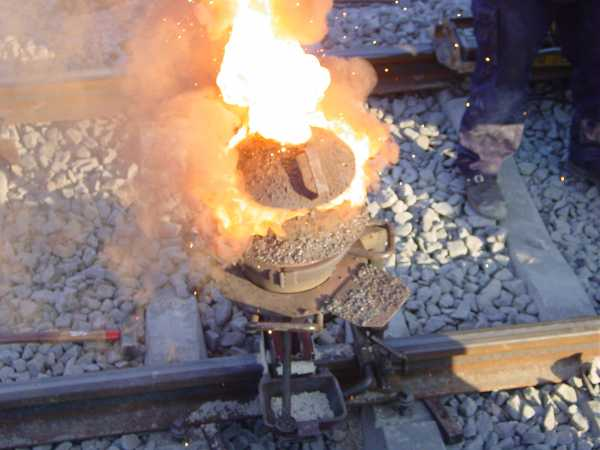
Aluminotermikus reakción alapuló sínhegesztés

Az aluminotermikus eljárást különböző vasötvözetek (ferro ötvözetek) előállítására használják, mint például a ferronióbium, amit nióbium-pentoxidból állítanak elő, vagy a ferrovanádium, amit vanádium-pentoxidból, vasból és alumíniumból nyernek. Az ilyen vasötvözetek előállításának az első lépése az aluminotermikus redukció:
3 V2O5  +  10 Al  →   5 Al2O3  +  6 V
3 Nb2O5  +  10 Al  →   5 Al2O3   +  6 Nb
Kezdetben az eljárást sínek hegesztésére alkalmazták, ebből a célból még napjainkban is használatos eljárás, azonban olyan berendezések vagy helyi javítások esetén is alkalmazzák, ahol a folyamatos hegesztés nem a legmegfelelőbb eljárás vagy nem kivitelezhető. Felszanálják emellett rézvezetékek hegesztésére is, sőt, az így előállított vezeték egyedüli olyan elismert vezeték, mely nem homogén huzal, hanem több egyforma huzal folyamatos összekapcsolásából áll.

## Fordítás
Ez a szócikk részben vagy egészben  az   Aluminothermic reaction című angol Wikipédia-szócikk ezen változatának fordításán alapul.  Az eredeti cikk szerkesztőit annak laptörténete sorolja fel. Ez a jelzés csupán a megfogalmazás eredetét és a szerzői jogokat jelzi, nem szolgál a cikkben szereplő információk forrásmegjelöléseként.